# Uroczyska Lasów Adamowskich
Uroczyska Lasów Adamowskich este o arie protejată (sit de importanță comunitară — SCI) din Polonia întinsă pe o suprafață de 1.100,77 ha, integral pe uscat.

## Localizare
Centrul sitului Uroczyska Lasów Adamowskich este situat la coordonatele 50°37′55″N 23°15′04″E / 50.6319°N 23.251°E.

## Înființare
Situl Uroczyska Lasów Adamowskich a fost declarat sit de importanță comunitară în octombrie 2009 pentru a proteja 2 specii de plante și 2 specii de animale.

## Biodiversitate
Situată în ecoregiunea continentală, aria protejată conține 4 habitate naturale: Liziere de ierburi înalte hidrofile de câmpie și de nivel montan până la alpin, Păduri de fag Asperulo-Fagetum, Păduri de stejar și carpen Galio-Carpinetum, Păduri aluvionare cu Alnus glutinosa și Fraxinus excelsior (Alno-Padion, Alnion incanae, Salicion albae).
La baza desemnării sitului se află mai multe specii protejate:
- plante (2): clopțelul cu frunze de crin (Adenophora lilifolia), papucul doamnei (Cypripedium calceolus)
- mamifere (2): lupul (Canis lupus), râs eurasiatic (Lynx lynx)